# Lusadzor (Askeran)
Lusadzor (in armeno Լուսաձոր ?) o Mehdibayli (in azero Mehdibəyli) è una piccola comunità rurale del distretto di Xocalı in Azerbaigian, facente parte fino al 2023 della regione di Askeran nella repubblica di Artsakh (fino al 2017 denominata repubblica del Nagorno Karabakh).
Nel 2005 contava meno di duecento abitanti e sorge, in zona collinare, lungo la strada che collega la capitale Step'anakert, a Martakert.